# Château de Volognano
Le château de Volognano (en italien : Castello di Volognano)  est un château médiéval situé dans le hameau de Volognano de la commune de Rignano sull'Arno (ville métropolitaine de Florence) en Toscane,.
Il a  été transformé en une villa de style néogothique qui réalise à la fois des activités touristiques et contient une ferme intégrée au complexe.

## Historique
L'origine du village semble remonter à l'époque romaine, les restes d'un bâtiment de cette époque ont été retrouvés dans la ferme Bertinga, sur le versant ouest du château. La position dominante de la crête sur laquelle se trouve le bâtiment en fait un excellent point d'observation à des fins de défense militaire. La ville de Volognano a été mentionnée pour la première fois en 1214 dans des documents concernant l'église  San Michele a Volognano : la première mention du château est cependant venue peu de temps après dans un acte de l'abbaye de Vallombrosa de 1220 et dans un suivant de 1299.
Propriété de la famille da Quona, il fut l'objet de la guerre entre guelfes et gibelins : en 1304, en représailles à la position des propriétaires, le gouvernement guelfe fit occuper et détruire le château et la structure défensive fut presque définitivement démantelée.
Ainsi commença la nouvelle fonction de la structure qui devint une villa-ferme avec de nombreux changements de propriétaire, une modeste fortification du début du Moyen Âge.

## Description
L'aspect actuel est encore celui d'une villa/ferme de style nettement néogothique, dominée par la puissante tour crénelée du donjon. Le château, ainsi que l'église San Michele a Volognano, sont entourés d'un mur de forme elliptique traversé par une seule route à laquelle on accède par deux portes à arcs plein cintre, partiellement conservées.
La tour en maçonnerie est surmontée d'ajouts en  pietra alberese (it) disposés en assises régulières et parallèles, un portail rempli avec un arc brisé, la finition des pierres encore visible sur un côté de la tour, rendent plausible la datation de la structure originale à le deuxième milieu du XIIIe siècle. Au fil des siècles, des habitations et des infrastructures ont vu le jour à l'intérieur.

## Galerie

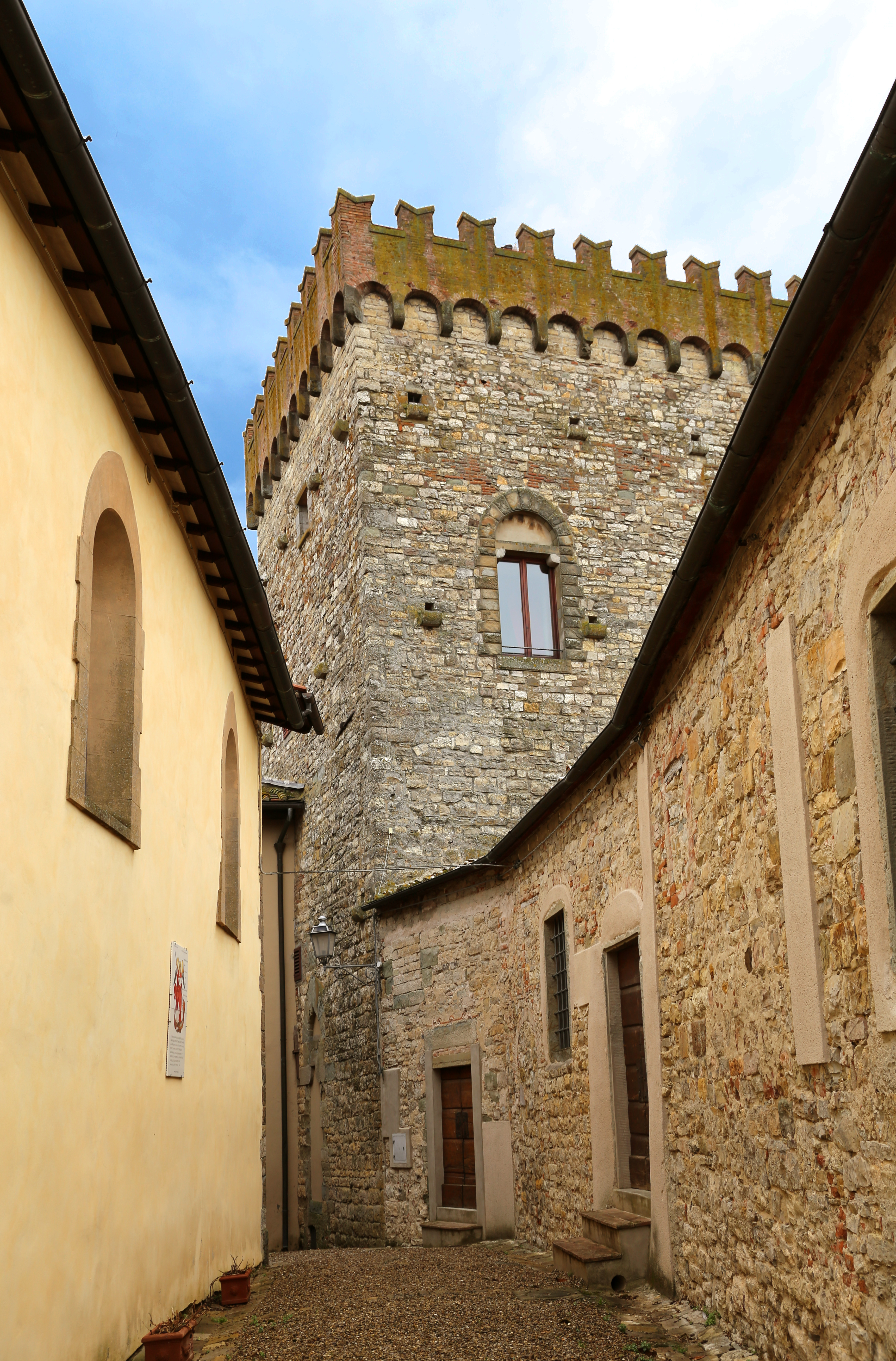
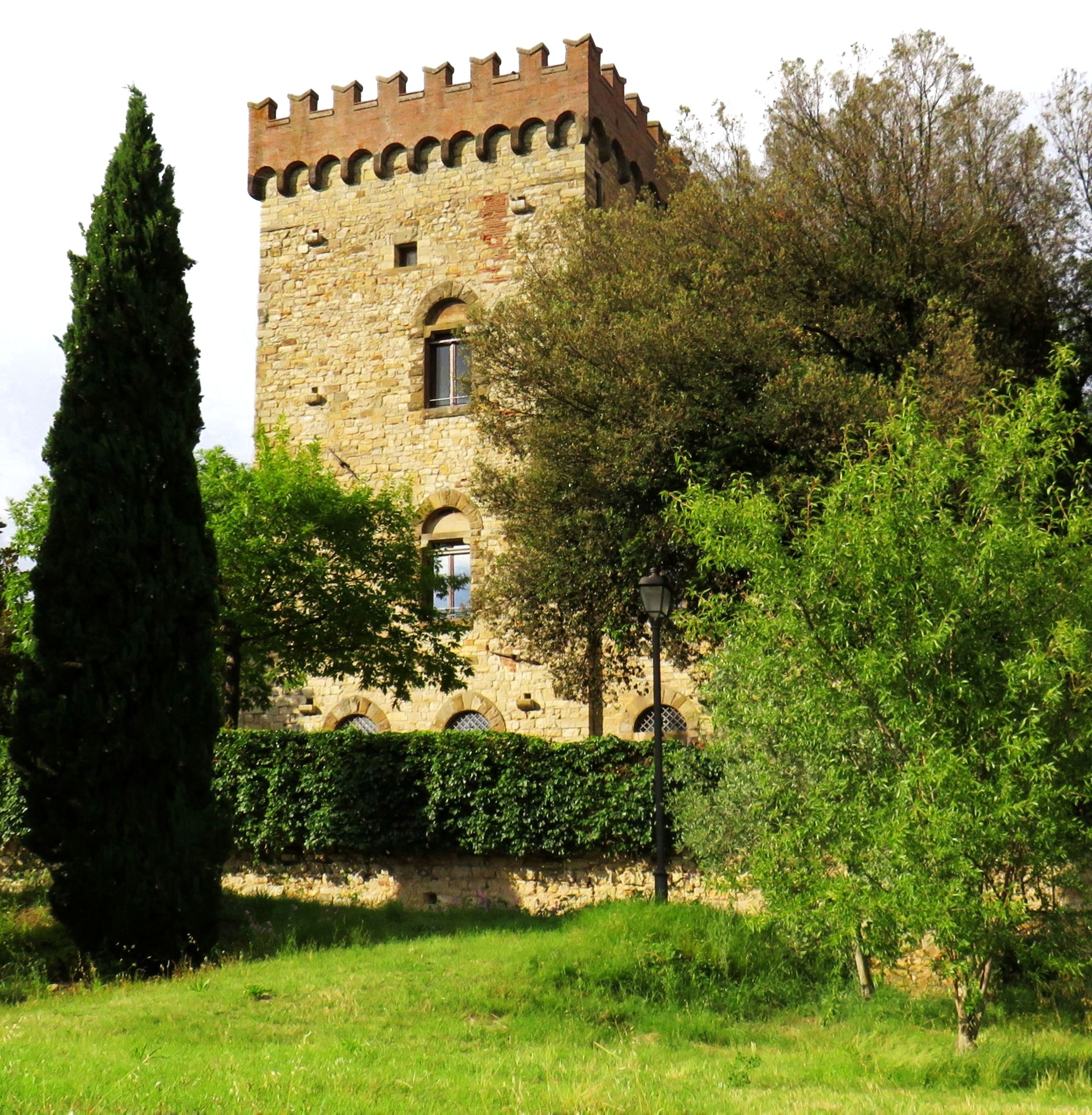
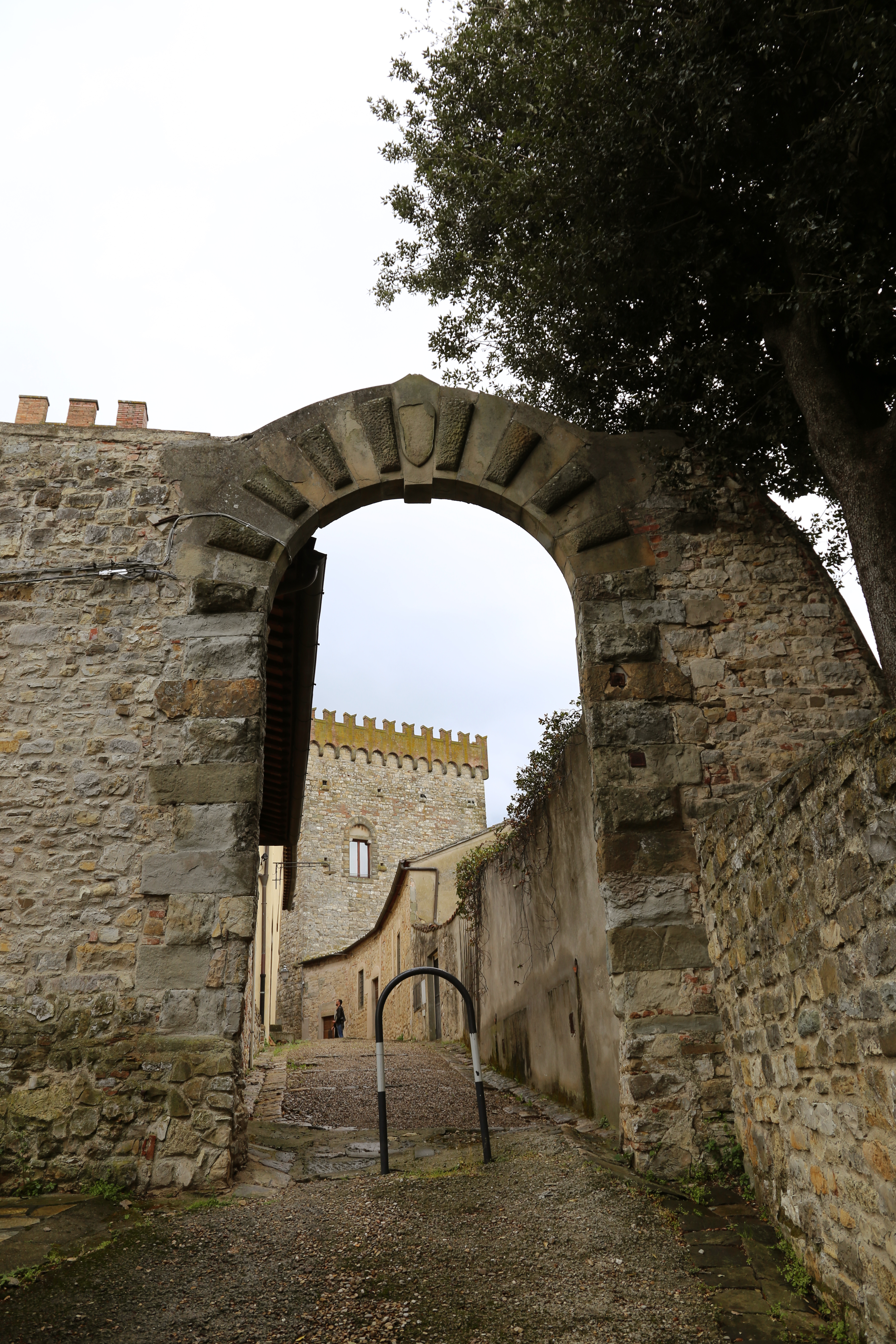